# Présidence chypriote du Conseil de l'Union européenne en 2012
Présidence danoise du Conseil de l'Union européenne en 2012 Présidence irlandaise du Conseil de l'Union européenne en 2013
La présidence chypriote du Conseil de l'Union européenne en 2012 désigne la première présidence du Conseil de l'Union européenne effectuée par Chypre depuis son entrée dans l'Union européenne en 2004. 
Elle fait suite à la présidence danoise de 2012 et précède celle de la présidence irlandaise du Conseil de l'Union européenne à partir du 1er janvier 2013.

## Identité visuelle
Le logo de la présidence chypriote de 2012 représente la personnalité du pays dans sa vision de présider le Conseil de l'Union européenne : le voilier qui reprend l'idée d'insularité de Chypre, prend ici le large pour se diriger vers le cœur de l'Europe. Ce navire devient au cours de son voyage l'allure d'un oiseau qui symbolise le pays.
Les couleurs ont également une signification précise : le bleu du navire reprend la couleur du drapeau de l'Union européenne, les couleurs cuivre et verte des voiles reprennent celles du drapeau chypriote ainsi que la terre du pays baignée de soleil, parsemée d’oliviers, et produisant du cuivre. Enfin, le bleu clair de la voile représente la mer et le ciel qui se veut accueillant et permettant l'harmonie entre la coexistence des peuples.

## Compléments